# Frank Schulz (Schriftsteller)

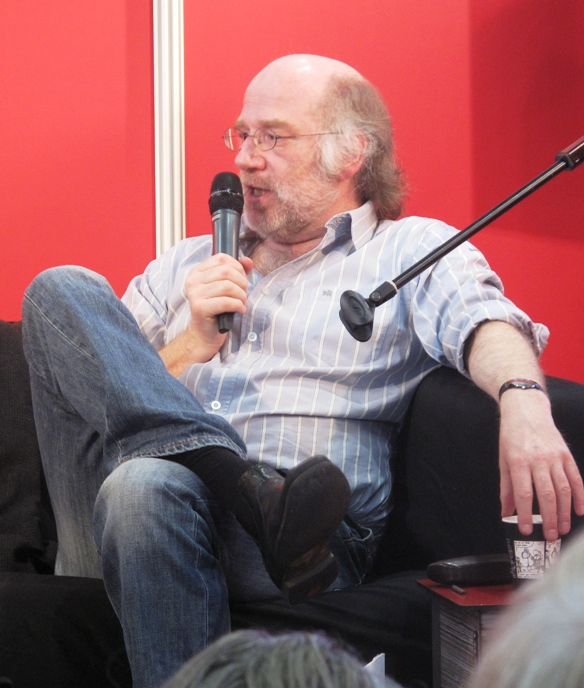
Frank Schulz – Leipziger Buchmesse 2012

Frank Schulz (* 14. Februar 1957 in Hagen bei Stade) ist ein deutscher Schriftsteller.

## Leben
Schulz wurde als Sohn eines Klempnermeisters und dessen Frau Hildegard geboren. Schulz arbeitete als kaufmännischer Angestellter in Hamburg, studierte verschiedene geisteswissenschaftliche Fächer und begann zu schreiben. Nebenberuflich arbeitete Frank Schulz als Dokumentar der Zeitschrift Gala.
Schulz publizierte in Anthologien, Zeitungen und Zeitschriften. Sein Debütroman Kolks blonde Bräute erschien 1991 und wurde als „Meilenstein der Trinker-Literatur (...) mit aberwitzigen Dialogen in Kneipen und Spelunken“ erfolgreich. Es dauerte über zehn Jahre, bis Schulz den zweiten Band seiner „Hagener Trilogie“ veröffentlichte, den Roman Morbus Fonticuli oder die Sehnsucht des Laien (2002). Die Trilogie wurde 2006 vollendet mit Das Ouzo-Orakel.
Zwischen Oktober 2004 und September 2005 erschienen in Schulz’ Writersblog Der Kolk-Rabe – das flüchtige Online-Magazin bei Zweitausendeins der Fortsetzungsroman Bella und das Büro des Grauens (40 Folgen), entstanden 1994 in einem Briefwechsel gemeinsam mit dem Schriftsteller und Drehbuchautor Norbert Eberlein sowie eine Kurzgeschichte im Sommer 2005, der Eso-Thriller Tote sterben nie (13 Folgen).
2008 reiste Schulz als Gast des vom Goethe-Institut initiierten türkisch-deutschen Stadtschreiberprojektes Yakın Bakış nach Ayvalık an der Ägäis. An diesem Projekt nahmen jeweils acht türkische und deutsche Autoren teil, die ihre Besuche in den Gastländern in Weblogs schilderten.
Frank Schulz ist verheiratet und lebt als freier Schriftsteller in Osnabrück.

## Werke
- Kolks blonde Bräute : eine Art Heimatroman (Hagener Trilogie, Teil 1). Haffmanns (1991).
- Kolks blonde Bräute, vom Autor neu durchgesehene Neuauflage. Frankfurt am Main : Haffmans bei Zweitausendeins (2004).[6]
- Morbus fonticuli oder Die Sehnsucht des Laien (Hagener Trilogie, Teil 2) (2002)
- Bella und das Büro des Grauens (2004–2005)
- Tote sterben nie (2005).
- Das Ouzo-Orakel (Hagener Trilogie, Teil 3) (2006).[7]
- Naturlyrik, Anfängerkurs – und andere Gelegenheitsverse (2008).
- Mehr Liebe. Heikle Geschichten (2010).
- Onno Viets und der Irre vom Kiez (2012).
- Onno Viets und das Schiff der baumelnden Seelen. Galiani, Berlin 2015, ISBN 978-3-86971-106-5.
- Onno Viets und der weiße Hirsch. Galiani, Berlin 2016, ISBN 978-3-86971-127-0.
- Anmut und Feigheit. Galiani, Berlin 2018, ISBN 978-3-86971-173-7.
- Szenen in Beige (Hörspiel), NDR 2020. Link
- Amor gegen Goliath. Galiani, Berlin 2024, ISBN 978-3-86971-237-6.

## Auszeichnungen
- 1989 Hamburger Literaturförderpreis
- 1991 Stipendium des Landes Schleswig-Holstein[8], Aufenthalt im Kloster Cismar
- 1994 Einladung zum Ingeborg-Bachmann-Wettbewerb in Klagenfurt
- 1999 Förderpreis des Kasseler Literaturpreises
- 2001 Förderpreis zum Nicolas-Born-Preis des Landes Niedersachsen
- 2004 Hubert-Fichte-Preis der Stadt Hamburg
- 2006 Irmgard-Heilmann-Preis
- 2006 Literaturpreis „Das neue Buch“ des Verbandes Deutscher Schriftsteller in Niedersachsen / Bremen
- 2008 Einladung zum türkisch-deutschen Stadtschreiberprojekt in Ayvalık
- 2012 Kranichsteiner Literaturpreis[9]
- 2014 Hörspiel des Monats Januar für Onno Viets und der Irre vom Kiez, Regie: Wolfgang Seesko, Komposition: Andreas Bick (NDR)
- 2015 Kasseler Literaturpreis für grotesken Humor[10]